# Dufourklier
De Dufourklier is een klier in het achterlijf van bepaalde insecten, onderdeel van de anatomie van de ovipositor van de angel van vrouwelijke insecten behorend tot de Apocrita. De diversificatie van Hymenoptera vond plaats in het Krijt en de klier kan zich rond deze tijd (200 miljoen jaar geleden) hebben ontwikkeld, omdat deze aanwezig is in alle drie de groepen van de Apocrita: de wespen, bijen en mieren.

## Structuur
De Dufourklier werd voor het eerst beschreven door Jean-Marie Léon Dufour in 1841. Samen met de spermatheca en de gifklier ontwikkelt deze zich als een instulping met kleppen van het sternum. De klier mondt uit aan de basis van de legboor van mieren, maar bij bijen en wespen aan de bovenkant van de vagina en produceert bij de koningin van de honingbij de eimarkeringsferomonen. De klier is bekleed met een enkele laag epitheelcellen, die stoffen afscheiden in de binnenholte. Spieren rond de opening van de buis kunnen de uitstroom helpen te beheersen.
Bij werkbijen produceert de Dufourklier geheel andere stoffen waarvan de functie nog onbekend is. Echter, bij eierleggende werksters is de Dufourklier alsnog tot een ontwikkeling gekomen waardoor deze ook feromonen gaat maken die sterk op de eimarkeringsferomonen lijken.

## Functie
De Dufourklier scheidt stoffen uit, maar de aard van de stoffen en hun functie verschilt bij verschillende hymenoptera-groepen. De uitscheiding wordt vaak gebruikt als feromoon om leden van de kolonie te markeren, om gastheren ( bij parasitaire wespen) te markeren, tijdens het slavenaanvallen bij mieren (slavenmakende mieren zijn broedparasieten die broed van andere mierensoorten gebruiken om de werkkracht van hun kolonie te vergroten), voor territoriummarkering (mieren), om het moment van vruchtbaarheid aan te geven, een lid van het andere geslacht aan te trekken, een alarmwaarschuwing (mieren) te geven of een spoor (mieren) te markeren. Dit gebruik van geurmarkeringsferomonen afgescheiden door de Dufourklier wordt waargenomen bij Xylocopa pubescens voor het markeren van bloemen en nesten. Andere functies zijn onder meer het smeren van de kleppen van de ovipositor tijdens het leggen van eieren, een onderdeel van het materiaal dat gebruikt wordt voor het bouwen van een nest, een onderdeel van het voedsel voor de zich in de broedcel ontwikkelende larven, waarbij het wordt gemengd met stuifmeel en nectar. De goed ontwikkelde Dufourklier is bijvoorbeeld een van de belangrijkste fysieke kenmerken van een sociale wesp Parischnogaster mellyi en de overvloedige abdominale secretie van de klier bleek een belangrijke rol te spelen bij de ontwikkeling van eieren en ovipositie. De klier is goed ontwikkeld in verschillende solitaire zandbijen waar het wordt gebruikt voor het waterbestendig maken van het nest en voor het schimmelbestendig maken van de bekleding van de broedcellen.
Bovendien geeft de Dufourklier van de parasitaire oostenrijkse wesp stoffen af die de oögenese bij werksters van de gastheer onderdrukt.

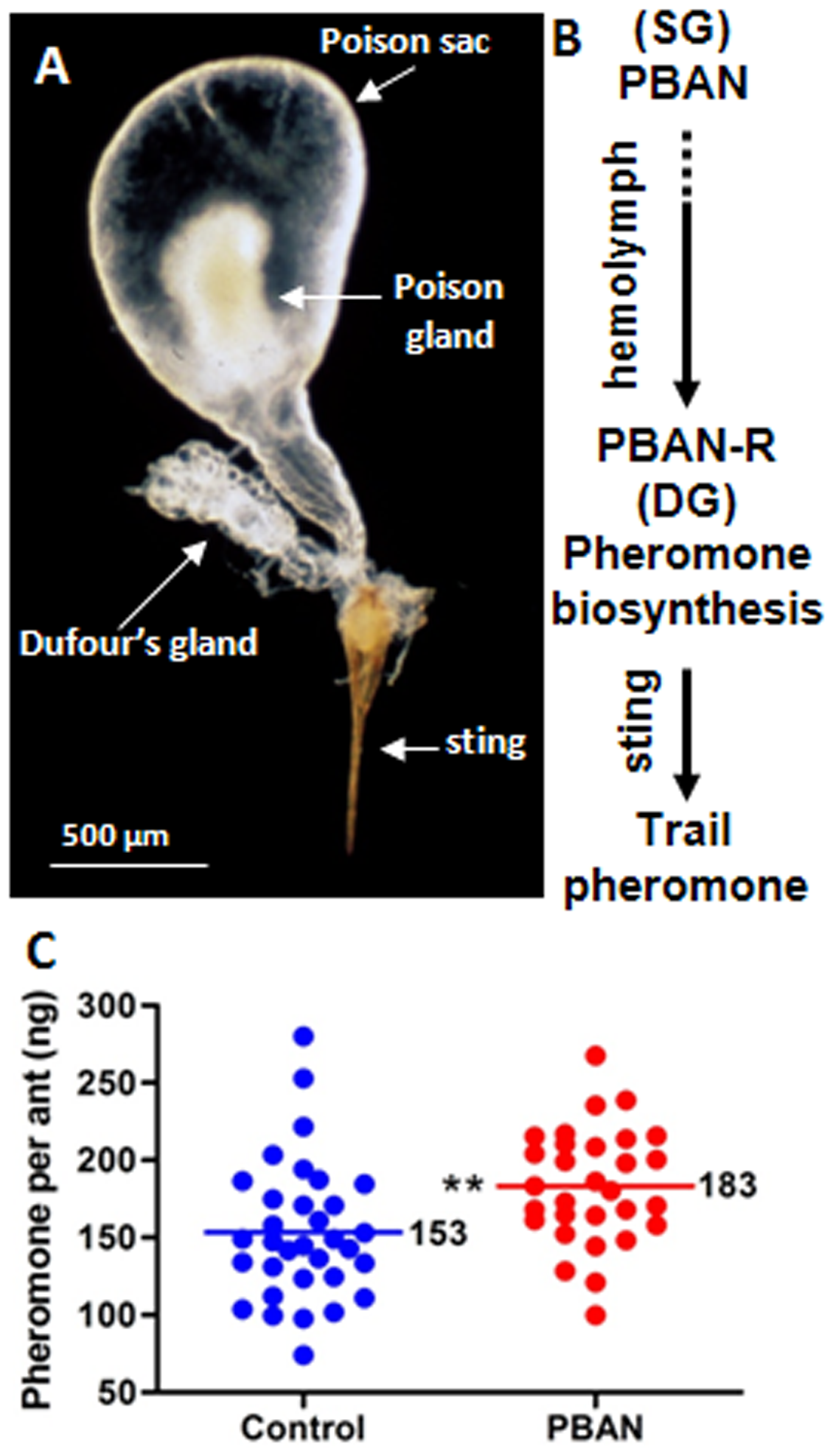
Dufourklier bij een gifangel van een rode vuurmier
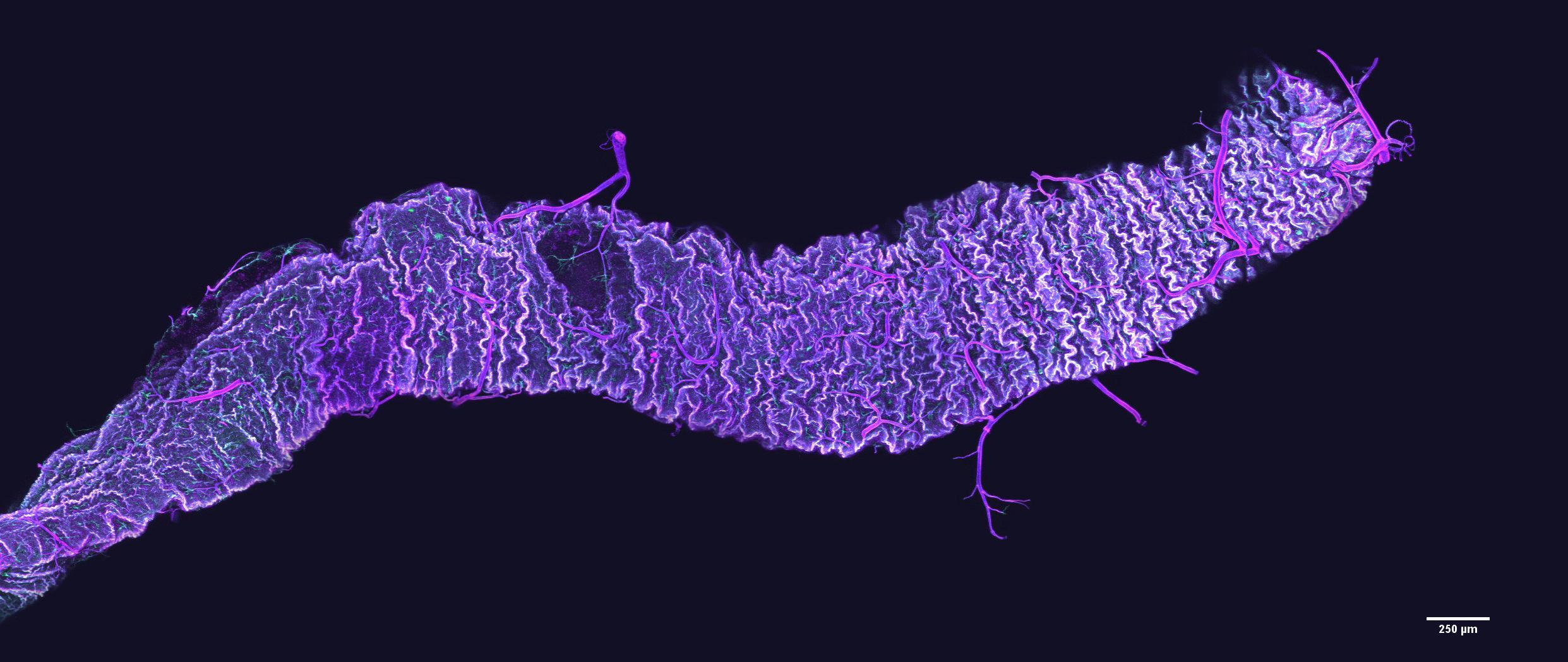
Confocale laser scan microscopische (CLSM) afbeelding van de Dufourklier van een Bombus impatiens-koningin in ontwikkeling.
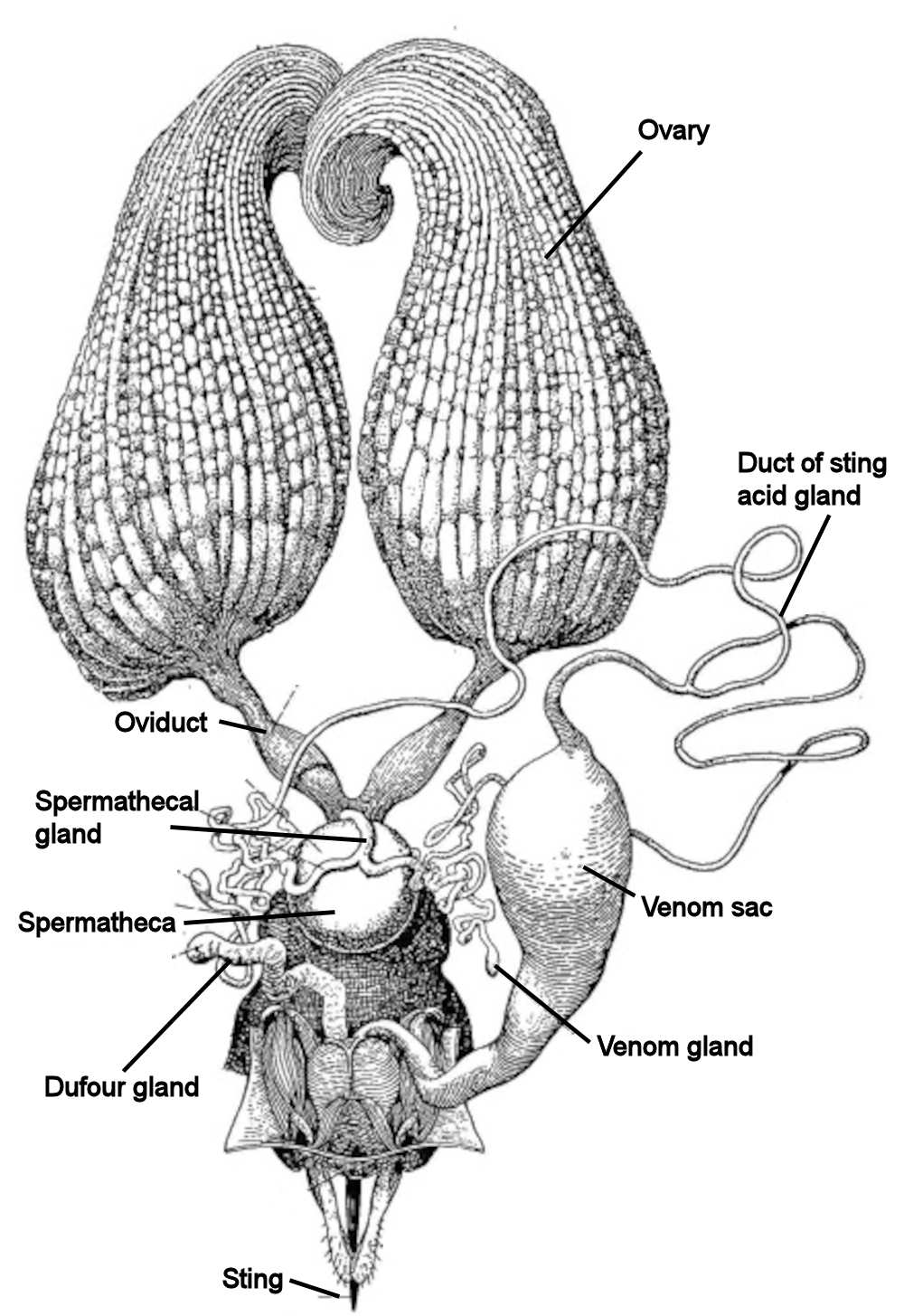
Dufourklier van een koninginhoningbij